# Osama Silwadi

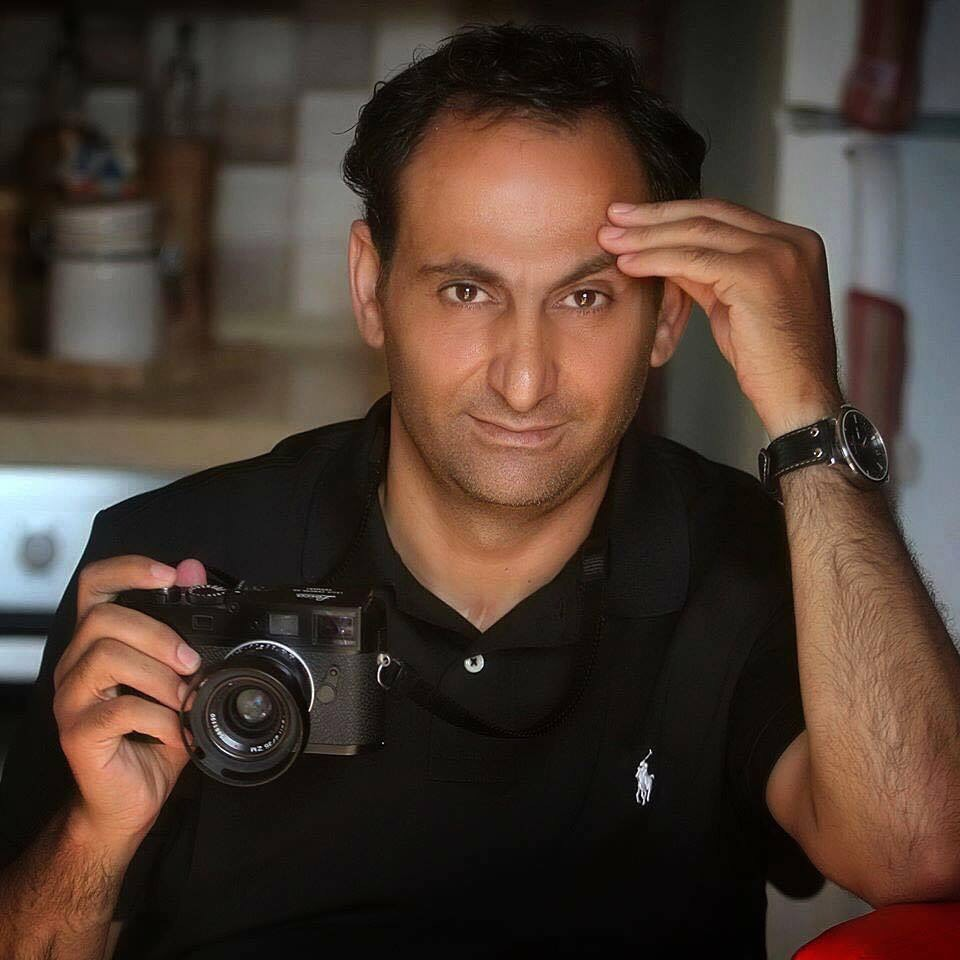
Silwadi, 2017

Osama Silwadi(en árabe: أسامة سلوادي, Ramala, 14 de febrero de 1973) es un periodista, archivero, narrador visual y fotógrafo palestino. Sus fotografías se han publicado en National Geographic, Time o Newsweek. 

## Trayectoria
Comenzó como fotógrafo en varias empresas locales y luego trabajó cuatro años para la Agence France-Presse y cinco luego para Reuters. En 2004, fundó Apollo Agency y en 2009 la revista "Warmid".
En octubre de 2006, lo hirieron en una marcha en el centro de Ramala, lo que le produjo una parálisis del labio inferior.